# Julie Malbos
Julie Malbos, née le 15 novembre 1893 à Alger, est une astronome française.